# Billy Ocean
Leslie Sebastian Charles, MBE (sinh ngày 21 tháng 1 năm 1950), được biết đến với nghệ danh Billy Ocean, là một nghệ sĩ thu âm người Anh gốc Trinidad và Tobago. Ông đã có hàng loạt các bản hit nhạc pop quốc tế R&B trong những năm 1970 và 1980. Ocean là ca sĩ kiêm nhạc sĩ R&B người Anh gốc Trinidad nổi tiếng nhất trong những năm đầu đến giữa những năm 1980. Sau khi thu âm bốn bài hát thành công đầu tiên trong Top 20 Vương quốc Anh, ông mất bảy năm trước khi có được một loạt thành công xuyên Đại Tây Dương, trong đó có ba bài hát đạt vị trí số 1 tại Hoa Kỳ. Bản hit năm 1985 của ông " When the Going Gets Tough, the Tough Get Going " đạt vị trí số 1 ở Anh và số 2 ở Mỹ. Năm 1985, Ocean giành giải Grammy cho Màn trình diễn giọng ca R & B nam xuất sắc nhất với bản hit toàn cầu " Caribbean Queen (No More Love on the Run) " và năm 1987 được đề cử giải Brit cho Nam nghệ sĩ Anh xuất sắc nhất. Bản hit " Get Outta My Dreams, Get into My Car " năm 1988 của Ocean đạt No. 1 ở Mỹ và No. 3 ở Anh. Bản hit năm 1986 của ông là "There I'll Be Sad Songs (To Make You Cry)" cũng đạt vị trí quán quân tại Mỹ.
Năm 2002, Đại học Westminster, London, trao cho Ocean bằng tiến sĩ danh dự về âm nhạc. Năm 2010, Ocean đã được trao giải Thành tựu trọn đời tại MOBO Awards. Vào ngày 29 tháng 7 năm 2011, Ocean trở thành Người đồng hành của Viện Nghệ thuật Biểu diễn Liverpool, do Sir Paul McCartney trao tặng cho ông. Ông là một thành viên của phong trào Rastafari.